# Dichaetomyia testaceiventris
Dichaetomyia testaceiventris är en tvåvingeart som först beskrevs av Stein 1907.  Dichaetomyia testaceiventris ingår i släktet Dichaetomyia och familjen husflugor. Inga underarter finns listade i Catalogue of Life.